# Karolina Wisniewska
Karolina Wisniewska (Varsavia, 26 luglio 1976) è un'ex sciatrice alpina canadese paralimpica, che durante la sua carriera sportiva, ha vinto otto medaglie paralimpiche (quattro medaglie alle Paralimpiadi Invernali del 2002, il più alto numero di medaglie mai vinte da una sciatrice para-alpina canadese in una singola edizione dei Giochi) e 18 medaglie nelle competizioni mondiali del Comitato Paralimpico Internazionale (IPC).

## Biografia
Wisniewska è nata il 26 luglio 1976 a Varsavia, in Polonia, e si è trasferita in Alberta, in Canada, all'età di cinque anni. Nel 2010 ha vissuto nell'area di Vancouver, ma nel 2012 è tornata a Calgary.
Nata con una lieve paralisi cerebrale che colpisce le gambe e l'equilibrio,, ha iniziato a praticare lo sport all'età di cinque anni, come parte della fisioterapia per il suo disturbo.
Wisniewska ha ottenuto una laurea in scienze politiche e storia presso la McGill University e successivamente si è presa una pausa dallo sci per frequentare l'Università di Oxford, dove ha conseguito un master in storia dell'arte. Nel 2007 è stata inserita nella Canadian Ski Hall of Fame, la prima atleta paralimpica a ricevere questo riconoscimento. Nel 2012 ha lavorato come senior program officer nella divisione ad alte prestazioni di Sport Canada e da agosto 2020 come manager di Game Plan, il programma di benessere per atleti paralimpici e olimpionici canadesi. Nel 2017, Wisniewska è stata inserita anche nella Hall of Fame del Comitato Paralimpico canadese.

## Carriera
Nel 1994 Wisniewska è entrata a far parte dell'Alberta Disabled Alpine Team (in precedenza apparteneva al club per atleti normodotati Sunshine Ski Club di Banff, Alberta), gareggiando nella categoria in piedi. Nel corso della sua carriera sciistica, ha vinto un totale di otto medaglie paralimpiche e 18 medaglie ai Mondiali IPC.
Nel 1995, Wisniewska ha vinto tutti gli eventi della sua classe ai campionati nazionali e ha fatto il suo debutto in nazionale. L'anno successivo, ha conquistato una medaglia d'oro ai Campionati del mondo di super-G a Lech, in Austria. Ha rappresentato per la prima volta il Canada alle Paralimpiadi invernali nel 1998, vincendo un paio di medaglie d'argento, nello slalom gigante femminile LW3,4,5/7,6/8 e nel super-G LW3,4,5/7,6 /8. Alle Paralimpiadi Invernali del 2002 ha ottenuto quattro medaglie: due argenti (nel slalom gigante LW3, LW4, LW9 e nel slalom speciale LW3,4,9) e due bronzi (nella discesa libera femminile LW3,4,6/8,9 e nel superG LW3,4,6/8,9). Le quattro medaglie sono state il più alto risultato di sempre da parte di una sciatrice para-alpina canadese in una singola edizione dei Giochi paralimpici. Nel 2003, ha vinto l'IPC World Cup Crystal Globe, diventando la campionessa assoluta della Coppa del Mondo IPC di quell'anno.
Nel 2004, Wisniewska si è ritirata dallo sci per la prima volta, a seguito di una commozione cerebrale. È ritornata nel 2007 per tentare di entrare nella squadra canadese per i Giochi paralimpici invernali che si svolgevano in casa, a Vancouver, nel 2010. Alla Coppa del Mondo IPC 2008 ospitata dalla Corea, è arrivata sesta nello slalom, con un tempo combinato di 2:31.26. Le Paralimpiadi invernali del 2010 sono state le sue terze Paralimpiadi. Ha gareggiato nello slalom, finendo quarta dopo la prima manche e terza nella seconda manche, in un round che ha visto una delle sciatrici davanti a lei squalificata per aver sciato fuori pista. Wisniewska ha concluso l'evento con un bronzo in un tempo combinato di 1:58.84. Il suo traguardo, unito alla medaglia d'oro della compagna di squadra Lauren Woolstencroft, ha portato al primo doppio podio del Canada ai Giochi paralimpici del 2010. La sua seconda medaglia di bronzo ai Giochi è stata nella supercombinata.
Ai Campionati mondiali IPC del 2011, Wisniewska ha vinto due medaglie di bronzo, negli eventi di slalom e supercombinata. Nel febbraio 2011 si è infortunata durante una gara di discesa libera. A maggio 2012, ha annunciato il suo ritiro dallo sport a seguito di un infortunio che l'ha tenuta fuori dallo sport per la maggior parte della stagione sciistica 2011/2012.

## Palmarès

### Paralimpiadi
- 8 medaglie:
  - 4 argenti (slalom gigante e supergigante LW3,4,5/7,6/8 a Nagano 1998; slalom gigante e slalom speciale LW3,4,9 a Salt Lake City 2002)
  - 4 bronzi (discesa libera e supergigante LW3,4,6/8,9 a Salt Lake City 2002; slalom speciale e supercombinata in piedi a Vancouver 2010)

### Campionati mondiali (selezione)
- 10 medaglie:
  - 4 ori (supergigante a Lech 1996; supergigante e slalom gigante a Pra-Loup 1997; discesa libera a Anzère 2000)
  - 3 argenti (slalom gigante a Lech 1996; supergigante e slalom gigante a Anzère 2000)
  - 3 bronzi (slalom gigante a Kimberley 2001; slalom e supercombinata a Sestriere 2011[1])

### Coppa del Mondo
- 3 medaglie:
  - 1 oro (campionessa assoluta Coppa del Mondo nella stagione 2002/2003)[11]
  - 1 argento (Coppa del Mondo 1999)
  - 1 bronzo (Coppa del Mondo 2001)

## Premi e riconoscimenti
- Canadian Ski Hall of Fame (2007)[1]
- Hall of Fame del Comitato paralimpico canadese (2017)[12]